# Лутовка (Липецкая область)
Лу́товка — деревня Войсково-Казинского сельского поселения Долгоруковского района Липецкой области.

## География
Деревня Лутовка находится в северо-западной части Долгоруковского района, в 27 км к северо-западу от села Долгоруково. Располагается на правом берегу реки Быстрая Сосна.

## История
Лутовка возникла не позднее 2-й половины XIX века. Впервые упоминается в «Списке населенных мест» Орловской губернии 1859 года как «деревня владельческая Лутовка, при реке Сосне, 46 дворов, 331 житель».
В переписи населения СССР 1926 года отмечается как деревня, 120 дворов, 615 жителей. В 1932 году — 783 жителя.
До 1928 года в составе Ливенского уезда Орловской губернии. В 1928 году вошла во вновь образованный Долгоруковский район Елецкого округа Центрально-Чернозёмной области. После разделения ЦЧО в 1934 году Долгоруковский район вошёл в состав Воронежской, в 1935 — Курской, а в 1939 году — Орловской области. С 6 января 1954 года в составе Долгоруковского района Липецкой области.

## Население
| 2010 |
| ---- |
| 9    |

## Транспорт
Связана грунтовыми дорогами с деревнями Русская Казинка и Овечьи Воды.